# R. James Milgram
Richard James Milgram (né le 5 décembre 1939 à South Bend) est un mathématicien américain, spécialisé en topologie algébrique. Il est le fils du mathématicien Arthur Milgram.

## Biographie
Milgram est diplômé de l'université de Chicago avec un baccalauréat et une maîtrise en 1961. Il obtient son doctorat en 1964 de l'université du Minnesota avec la thèse L'anneau d'homologie des produits symétriques des espaces de Moore sous la direction d'Alfred Aeppli (1928–2008). Milgram enseigne à partir de 1970 en tant que professeur à l'université Stanford, où il est maintenant émérite. Il est professeur invité à l'université de Lille (2001), à l'Académie chinoise des sciences (2000) à Pékin, à l'université de Göttingen (1987 en tant que professeur Gauss) et à l'université du Minnesota (1986 en tant que Ordway Professeur) ainsi que l'ETH Zurich, Édimbourg, Montréal, Barcelone, le MSRI et l'université du Nouveau-Mexique.
En 1974, Milgram est un conférencier invité avec une présentation La Structure des anneaux de bordisme topologiques orientés et linéaires par morceaux au Congrès international des mathématiciens à Vancouver. Il est rédacteur en chef du Pacific Journal of Mathematics de 1973 à 1983, du Duke Mathematical Journal de 1976 à 1984 et de la série AMS Contemporary Mathematics (depuis sa création en 1980 à 1984). En août 1999, l'université Stanford organise une conférence mathématique en son honneur.
Gunnar Carlsson est l'un de ses doctorants.
Avec Charles P. Boyer, Jacques Hurtubise et Benjamin M. Mann, il prouve en 1992 la conjecture d'Atiyah–Jones sur la topologie de l'espace des modules des instantons sur les sphères. Il fait également fait des recherches sur la robotique et le repliement des protéines.
En plus de la topologie algébrique et géométrique, il écrit sur l'enseignement des mathématiques et siège à de nombreux comités, dont le Conseil national des sciences de l'éducation (depuis 2005). Il est l'un des principaux auteurs des normes mathématiques pour les écoles de Californie et a conseillé les autorités scolaires du Michigan, de New York et de Géorgie.

## Publications
- R. James Milgram, Unstable Homotopy from the Stable Point of View, Springer, coll. « Lecture Notes in Mathematics, 368 », 15 novembre 2006 (ISBN 978-3-540-37925-6, lire en ligne)
- Ib Madsen et R. James Milgram, The Classifying Spaces for Surgery and Cobordism of Manifolds, Princeton University Press, coll. « Annals of Mathematical Studies, No. 92 », 21 novembre 1979 (ISBN 0-691-08226-X, lire en ligne)
- Alejandro Adem et R. James Milgram, Cohomology of Finite Groups, Springer Science & Business Media, coll. « Grundlehren der mathematischen Wissenschaften, vol. 309 », 14 mars 2013 (ISBN 978-3-662-06280-7, lire en ligne)